# Пласкув
Пласкув (пол. Płasków) — село в Польщі, у гміні Єдлінськ Радомського повіту Мазовецького воєводства.
Населення — 245 осіб (2011).
У 1975-1998 роках село належало до Радомського воєводства.

## Демографія
Демографічна структура станом на 31 березня 2011 року:
|          | Загалом | Допрацездатний вік | Працездатний вік | Постпрацездатний вік |
| -------- | ------- | ------------------ | ---------------- | -------------------- |
| Чоловіки | 116     | 25                 | 82               | 9                    |
| Жінки    | 129     | 34                 | 68               | 27                   |
| Разом    | 245     | 59                 | 150              | 36                   |